# Guettarda dependens
Guettarda dependens är en måreväxtart som först beskrevs av Hipólito Ruiz López och Pav., och fick sitt nu gällande namn av Christiaan Hendrik Persoon. Guettarda dependens ingår i släktet Guettarda och familjen måreväxter. Inga underarter finns listade i Catalogue of Life.